# Esther Roode
Esther Roode (under sovjettiden Ester Roode; född Esther Raudsepp; 1945–1957 Ester Potisepp), född 15 januari 1923 i Tallinn, död 9 maj 2007 i Tallinn, var en estnisk konstnär.  

## Utbildning och karriär
Roode (då Raudsepp) tog examen från Elfriede Lenders Gymnasium 1939. Under krigsåren studerade hon modekonst i Tallinn och efter att ha tagit examen 1944 fortsatte hon sina studier vid Statens skola för konsthantverk i Tallinn. 1947 bytte hon dock program och började istället studera konst vid Pallas konsthögskola i Tartu. Under sin tid där kom Roode (då Potisepp efter ett tidigare äktenskap) att, tillsammans med andra kurskamrater, utgöra en del av den så kallade Tartu-gruppen, en krets bestående av de sista utexaminerade studenterna från Pallas konsthögskola. Utöver Roode inkluderade gruppen konstnärerna Ülo Sooster, Lembit Saarts, Heldur Viires, Valve Janov, Lüüdia Vallimäe-Mark samt Roodes framtida make, Henn Roode.  
I slutet av 1940-talet började Tartu-gruppens medlemmar anklagas för antisovjetiska aktiviteter. Den 20 november 1949 arresterades Roode tillsammans med flera av gruppmedlemmarna,  bland annat Henn Roode, Lembit Saarts, Ülo Sooster, Valdur Ohakas och Heldur Viires. Den 14 juni 1950 dömdes de genom specialbeslut av det sovjetiska Ministeriet för statens säkerhet (MGB) till straffarbete i fångläger. Roode dömdes till 10 år och tillbringade nästan 7 år i Gulaglägret Dubravlag i Mordvinien, nuvarande Ryssland. Roode släpptes slutligen tidigare, hösten 1956. Hon rehabiliterades samma höst.  
Vintern efter återkomsten från fånglägret, den 19 februari 1957, gifte sig Roode med Henn Roode och paret fick senare två döttrar. Roode och hennes make fortsatte sina studier i målning vid Estlands konstakademi i Tallinn. Efter att ha tagit examen därifrån 1959 arbetade Roode vidare som konstlärare vid Tallinns lärarhus och Tallinns kulturhögskola. Mellan 1962 och 1978 undervisade hon i måleri och teckning vid Tallinns pedagogiska institut och arbetade även som illustratör.     
Roode avled den 9 maj 2007 och begravdes på Metsakalmistu (skogskyrkogården) i Tallinn. 

## Konstnärskap
Roode är mest känd för sina porträtt i olja samt för sina landskapsmålningar i akvarell. Hennes mest kända verk inkluderar ett porträtt av skådespelerskan Lisl Lindau från 1963 och ett porträtt av skådespelaren Rein Aren från 1969. 
Roode debuterade som utställare 1958 och medverkade under sitt liv regelbundet i olika utställningar, främst med sina akvarellverk. Genom åren har även ett flertal separata utställningar tillägnade Roodes konst visats i Tallinn.  
Många akvareller föreställande det industriella landskapet i Ida-Virumaa har förvärvats av Estlands oljeskiffermuseum. Många av Roodes verk finns idag i privata samlingar. 